# USS Puritan (BM-1)
USS Puritan (BM-1) byl monitor amerického námořnictva. Ve službě byl v letech 1896–1910. Byl to největší monitor amerického námořnictva.

## Stavba

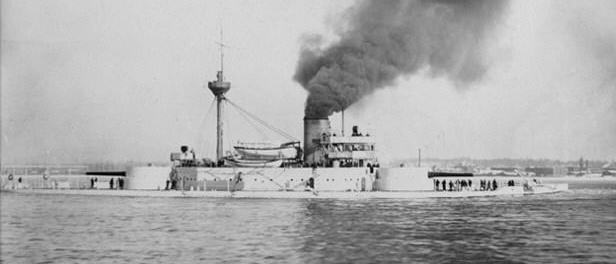
Puritan

Monitor byl oficiálně přestavbou nedokončeného staršího plavidla stejného jména, odsouhlasenou roku 1886 a objednanou roku 1889. Ve skutečnosti však byly jen některé jeho části využity při stavbě nového monitoru. Postavila jej americká loděnice John Roach & Sons v Chesteru v Pensylvánii, přičemž dokončení proběhlo v loděnici New York Navy Yard v Brooklynu. Zahájení stavby proběhlo v květnu 1876, na vodu byla loď spuštěna 6. prosince 1882 a dne 10. prosince 1896 byla přijata do služby.

## Konstrukce

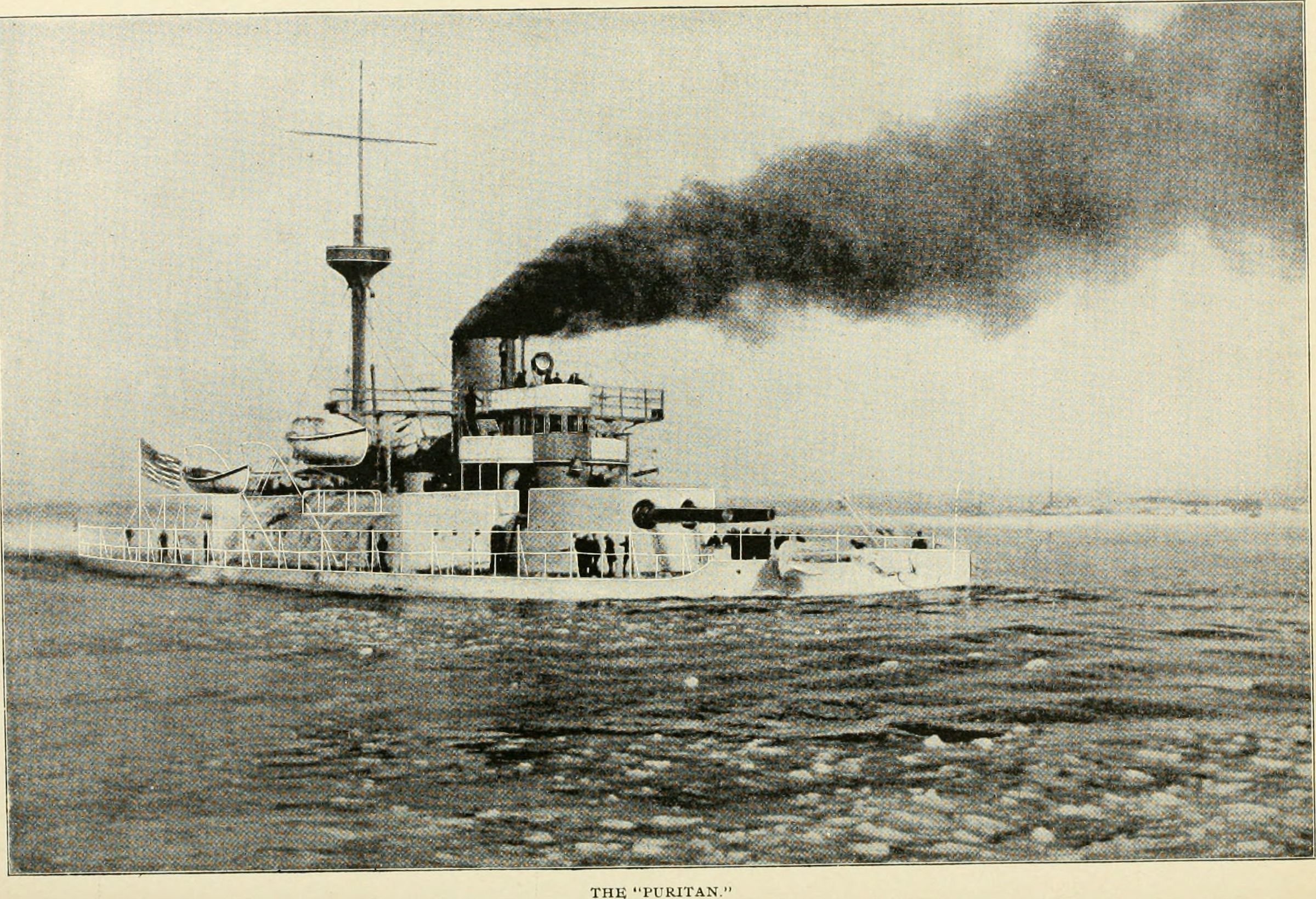
Puritan

Jednalo se o velký monitor se silnou výzbrojí a pancéřováním. Trup byl vyroben z oceli, přičemž jeho boky chránil až 356mm pancíř. Hlavní výzbroj tvořily čtyři 305mm kanóny ve dvoudělových věžích na přídi a na zádi. Doplňovalo je ještě šest 102mm kanónů a šest 57mm kanónů. Pohonný systém tvořilo osm kotlů a dva parní stroje o výkonu 3700 ihp, pohánějící dva lodní šrouby. Nejvyšší rychlost dosahovala 12,4 uzlu.

## Operační nasazení
Za španělsko-americké války v roce 1898 byl monitor nasazen v Karibiku. Od dubna 1898 se podílel na blokádě Kuby. V letech 1899–1902 byl využíván jako cvičná loď na Námořní akademii, v letech 1903–1904 jako plovoucí kasárna ve Filadelfii a následně do svého vyřazení roku 1909 opět při výcviku v rámci námořní milice. Dne 23. dubna 1910 byl vyřazen ze služby. Roku 1922 byl sešrotován.